# José Utrera Molina
Pour les articles homonymes, voir Molina.
José Utrera Molina, né le 12 avril 1926 à Malaga et mort à Nerja le 22 avril 2017, est un homme politique espagnol, ministre-secrétaire général du Movimiento Nacional de janvier 1974 à mars 1975.